# Pseudagrion angolense
Pseudagrion angolense – gatunek ważki z rodziny łątkowatych (Coenagrionidae). Stwierdzono go jedynie na terytorium Angoli.